# マーク・ジョンソン (内野手)
マーク・パトリック・ジョンソン（Mark Patrick Johnson、1967年10月17日 - ）は、アメリカ合衆国・マサチューセッツ州ウースター出身の元プロ野球選手（一塁手、外野手）。左投左打。
アイビー・リーグの名門であるダートマス大学出身。日本プロ野球 (NPB) では1999年にセントラル・リーグの阪神タイガースに所属した。

## 経歴

### プロ入り前
ダートマス大学時代はフットボールのクォーターバックとして活躍した。1989年のMLBドラフト42巡目（全体1094位）でピッツバーグ・パイレーツから指名されたが、この時は入団しなかった。

### 来日前
1990年のMLBドラフト20巡目（全体537位）で再びパイレーツから指名され、プロ入り。傘下のAA (2A) 級カロライナ・マドキャッツ（現：ペンサコーラ・ブルーワフーズ）でプレーしていた1994年にはサザンリーグの本塁打王（23本）に輝いている。
1995年4月26日、モントリオール・エクスポズ戦でMLBデビューを果たした。1996年には主に一塁手として出場して13本塁打を放った。1998年はシーズンの大半をシンシナティ・レッズ傘下のAAA (3A) 級（ルイビル・バッツ）で過ごし、メジャーではわずか10試合に出場したのみだった。同年までのMLB時代の通算成績は実働4年で通算294試合出場・打率.236・30本塁打・104打点で、同年まで在籍していたロサンゼルス・エンゼルスでは長谷川滋利とチームメイトだった。

### 阪神時代
1998年12月28日に阪神タイガースと1年契約で合意し、外野手登録で入団。入団時には「一塁手だが外野も守れる」という触れ込みだった。背番号は42・年俸は1億1,000万円だが、入団時には元チームメイトの長谷川が「日本野球への適応力がある」と太鼓判を押していた一方、「好不調の波が激しく、巨漢なのにパワーもいまいち」とする評価もあった。
1999年2月11日にマイケル・ブロワーズとともに新外国人として来日すると、シーズン序盤には15打席連続無安打・スタメン落ちも経験したが、その後は調子を上げ、前半戦だけで19本塁打を記録。特に5月は7本塁打を記録し、6月にはチームを1週間ながら首位に立たせ、左の大砲として前半戦快進撃の立役者になった。好調のきっかけは野村克也監督から右手の甲の使い方をアドバイスされ、独特のアッパースイングがレベルスイングに矯正されたからであり、その活躍ぶりを受けて阪神ファンから「バースの再来」と讃えられ、「ジョン様」とも呼ばれた。
5月5日の対読売ジャイアンツ（巨人）戦（阪神甲子園球場）では4試合連続となる決勝8号ソロ本塁打を放ったが、巨人戦で4試合連続本塁打を放った選手は1991年の八木裕以来だった。また7月8日の対ヤクルトスワローズ16回戦（阪神甲子園球場）では先発投手・石井一久との相性の悪さからスタメンを外されていたが、2点ビハインドの9回裏に一死二・三塁の場面で代打として登場し、3番手投手・高木晃次から中堅右方向への第18号・逆転サヨナラ3点本塁打を放った。試合終了後、ヒーローインタビューでは日本語で「今までの野球人生で最高の瞬間です」と発言した。
しかし、後半戦は相手チームから弱点を研究されたことで別人のように低迷し、わずか1本塁打に終わった。その後半戦唯一の本塁打は9月26日の対中日ドラゴンズ25回戦（ナゴヤドーム）で9回表に宣銅烈から打った20号逆転3点本塁打だったが、その裏に山﨑武司が3番手投手・福原忍から再逆転サヨナラ3点本塁打を打ったため、試合には敗れた。最終的な打撃成績は打率.253・20本塁打・66打点だった。
守備は外野手登録だったが、ほとんど一塁手としての起用のみで、他のポジションは左翼手として1試合就いたのみだった。野村は自身のアドバイスを素直に聞き入れた結果前半には活躍していたジョンソンの残留を希望しており、1試合左翼手の守備に就かせたのも翌シーズンを見据えてのテストの意味合いもあったが、後半戦で完全に攻略された事や、同じポジションに大豊泰昭がいたことから解雇が決まり、シーズン最終戦後の10月8日に退団が発表された。

### 阪神退団後
翌2000年にニューヨーク・メッツでMLBに復帰し、2001年には阪神時代に交友を深めた新庄剛志と再びチームメイトとなり、彼とはNPB・MLBの両方でクリーンナップを組んだ経験のある間柄となった。2002年を最後に現役引退。
引退後は金融マンとしてウォール街で活躍している。

## 詳細情報

### 年度別打撃成績
| 年 度    | 球 団    | 試 合 | 打 席 | 打 数 | 得 点 | 安 打 | 二 塁 打 | 三 塁 打 | 本 塁 打 | 塁 打 | 打 点 | 盗 塁 | 盗 塁 死 | 犠 打 | 犠 飛 | 四 球 | 敬 遠 | 死 球 | 三 振 | 併 殺 打 | 打 率 | 出 塁 率 | 長 打 率 | O P S |
| -------- | -------- | ----- | ----- | ----- | ----- | ----- | -------- | -------- | -------- | ----- | ----- | ----- | -------- | ----- | ----- | ----- | ----- | ----- | ----- | -------- | ----- | -------- | -------- | ----- |
| 1995     | PIT      | 79    | 261   | 221   | 32    | 46    | 6        | 1        | 13       | 93    | 28    | 5     | 2        | 0     | 1     | 37    | 2     | 2     | 66    | 2        | .208  | .326     | .421     | .746  |
| 1996     | PIT      | 127   | 396   | 343   | 55    | 94    | 24       | 0        | 13       | 157   | 47    | 6     | 4        | 0     | 4     | 44    | 3     | 5     | 64    | 5        | .274  | .361     | .458     | .819  |
| 1997     | PIT      | 78    | 267   | 219   | 30    | 47    | 10       | 0        | 4        | 69    | 29    | 1     | 1        | 0     | 3     | 43    | 1     | 2     | 78    | 1        | .215  | .345     | .315     | .660  |
| 1998     | ANA      | 10    | 14    | 14    | 1     | 1     | 0        | 0        | 0        | 1     | 0     | 0     | 0        | 0     | 0     | 0     | 0     | 0     | 6     | 1        | .071  | .071     | .071     | .143  |
| 1999     | 阪神     | 125   | 438   | 376   | 52    | 95    | 23       | 1        | 20       | 180   | 66    | 1     | 1        | 0     | 6     | 53    | 6     | 3     | 78    | 11       | .253  | .345     | .479     | .823  |
| 2000     | NYM      | 21    | 27    | 22    | 2     | 4     | 0        | 0        | 1        | 7     | 6     | 0     | 0        | 0     | 0     | 5     | 0     | 0     | 9     | 1        | .182  | .333     | .318     | .652  |
| 2001     | NYM      | 71    | 136   | 118   | 17    | 30    | 6        | 1        | 6        | 111   | 23    | 0     | 2        | 0     | 2     | 16    | 1     | 0     | 31    | 0        | .254  | .338     | .475     | .813  |
| 2002     | NYM      | 42    | 61    | 51    | 5     | 7     | 4        | 0        | 1        | 14    | 4     | 0     | 0        | 1     | 0     | 9     | 0     | 0     | 18    | 0        | .137  | .267     | .275     | .541  |
| MLB：7年 | MLB：7年 | 428   | 1162  | 988   | 142   | 229   | 50       | 2        | 38       | 397   | 137   | 12    | 9        | 1     | 10    | 154   | 7     | 9     | 272   | 10       | .232  | .338     | .402     | .739  |
| NPB：1年 | NPB：1年 | 125   | 438   | 376   | 52    | 95    | 23       | 1        | 20       | 180   | 66    | 1     | 1        | 0     | 6     | 53    | 6     | 3     | 78    | 11       | .253  | .345     | .479     | .823  |

### 表彰
NPB
- 優秀JCB・MEP賞：1回 （1999年）

### 記録
NPB
- 初出場・初先発出場：1999年4月2日、対読売ジャイアンツ1回戦（東京ドーム）、5番・一塁手として先発出場
- 初打席：同上、バルビーノ・ガルベスと対戦
- 初安打：1999年4月3日、対読売ジャイアンツ2回戦（東京ドーム）、3回表に三澤興一から中前安打
- 初本塁打・初打点：同上、5回表に三澤興一から中越ソロ
- 初盗塁：1999年5月18日、対広島東洋カープ7回戦（米子市民球場）

### 背番号
- 36（1995年 - 1997年）
- 32（1998年）
- 42（1999年）
- 5（2000年、2002年）
- 20（2001年）